# Requiem (Tabucchi)
Requiem è un romanzo di Antonio Tabucchi, scritto nel 1991. L'opera è scritta in lingua portoghese.
La caratteristica principale di questo romanzo, come di altri dello stesso autore, è che esso è basato sugli incontri; infatti come già in Notturno indiano o Sostiene Pereira, il protagonista conosce diverse persone nel corso della storia, vi dialoga, e i vari dibattiti arricchiscono il libro di spunti letterari, filosofici, folcloristici e meditativi. Gli incontri hanno un ruolo così importante che finiscono per scandire il ritmo dell'intero racconto.
I personaggi che si incontrano sono tanti e ognuno racconta qualcosa: essi riflettono insieme al protagonista sulla propria vita, su modi di pensare o costumi. Li si potrebbe definire suggestive figure di fantasia, divertenti. Al lettore piace guardarli e scoprirli nel corso della lettura come se fossero dei casi umani che stuzzicano la curiosità. Essi sono molto vari, ma hanno qualcosa in comune: sono romantici, quasi poetici. Persino la Vecchia Zingara, la Moglie del Guardiano del Faro o il Venditore di Storie hanno, pur nella loro semplicità, un fascino misterioso, forse dovuto alla profondità delle emozioni che trasmettono attraverso le loro parole. L'incontro fondamentale, quello al quale il narratore si prepara fin dal mattino, è l'ultimo della giornata, e ha come protagonista il grande poeta portoghese Fernando Pessoa (1888-1935) o il suo fantasma. In questo senso il romanzo può essere letto anche come un commiato di Tabucchi dall'autore al quale ha dedicato molte energie nel corso della sua vita e che ha contribuito in maniera determinante a fare conoscere in Italia. 
Dal punto di vista della trama l'azione si basa sul fantastico, o sul sogno, come lo definisce lo stesso scrittore: egli immagina di fare un viaggio e di incontrare persone ormai defunte, di parlarvi, di mangiare insieme e salutarli in un commosso addio. Sarebbe stato impossibile scrivere questo racconto senza il ricorso al fantastico. 
L'ambientazione è quella della capitale portoghese. Se ne percepisce la presenza attiva nel clima, ma soprattutto negli incontri, nelle pietanze, nei discorsi, nei nomi delle persone e delle strade.
Inutile cercare di capire se Tabucchi si fosse realmente recato a Lisbona per poi immaginare tutto quanto o se l'intero romanzo appartenesse ad un sogno fatto in una casa di campagna di Azeitão: la componente irrazionale dunque prevale su quella razionale.
Il ricordo fa da sfondo all'intera vicenda, motivo portante e causa del sogno. Al ricordo si accompagna la nostalgia; infatti l'autore sceglie come luogo il suo "paese adottivo" e fa ricordare al proprio personaggio le amicizie del suo passato, tanto che l'"Io" del racconto immagina di vivere nuovamente con Tadeus, il Padre Giovane ed Isabel. Il libro è carico di emozioni e lo stesso autore spiega, in una nota, che proprio per questo esso poteva essere scritto solo in portoghese, una lingua "luogo di affetto e riflessione".
Lo stile è semplice e lineare. Il libro si legge facilmente grazie alla creatività asciutta ed essenziale di Tabucchi. Il lessico è abbastanza comune e presenta, di tanto in tanto, qualche chicca erudita.

## Adattamenti
Da Requiem è stato tratto nel 1998 un film diretto da Alain Tanner.

## Edizioni
- Antonio Tabucchi, Requiem - Un'allucinazione, traduzione di Sergio Vecchio, undicesima ed., collana Universale Economica, Giangiacomo Feltrinelli Editore, 2002,  pp. 139, cap. 9, ISBN 88-07-81282-7.